# Caruaruacris
Caruaruacris is een geslacht van rechtvleugeligen uit de familie veldsprinkhanen (Acrididae). De wetenschappelijke naam van dit geslacht is voor het eerst geldig gepubliceerd in 2006 door Matiotti da Costa & Silva Carvalho.

## Soorten
Het geslacht Caruaruacris  is monotypisch en omvat slechts de volgende soort:
- Caruaruacris bivittatus (Matiotti da Costa & Silva Carvalho, 2006)